# باگوآ، پرو

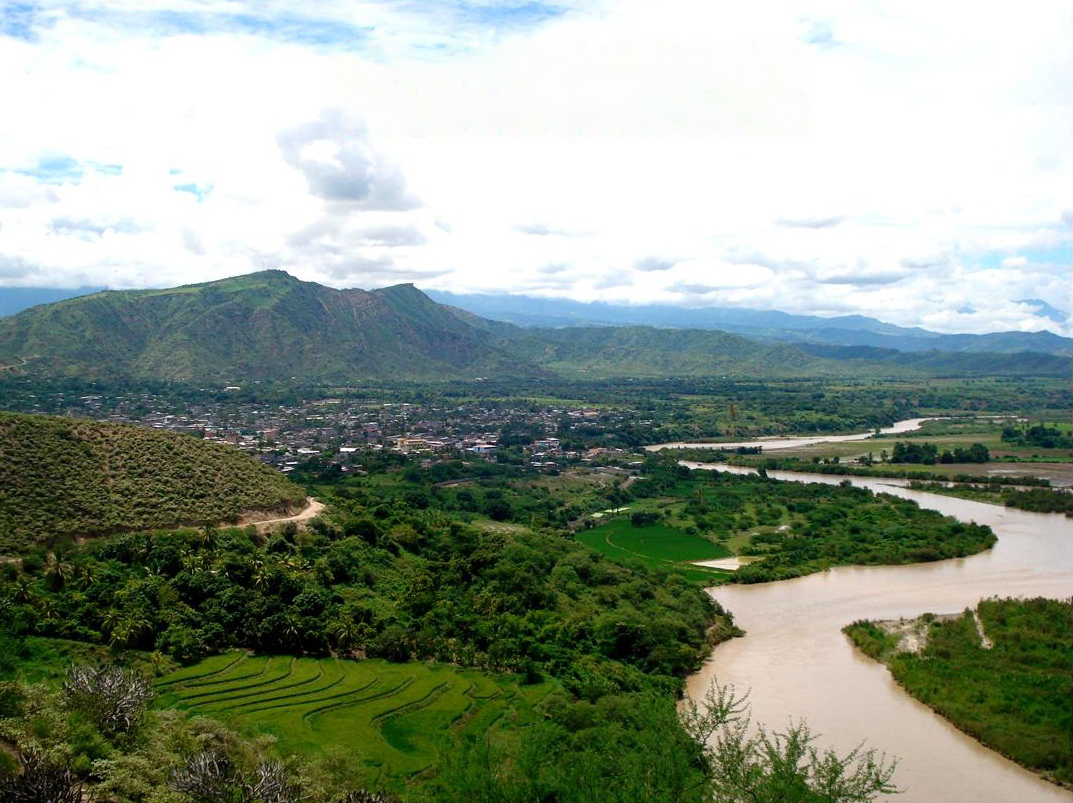
باگوآ، پرو

باگوآ، پرو (به اسپانیایی: Bagua, Peru) یک شهر در پرو است که در Bagua Province واقع شده‌است.